# 아브라함
아브라함(히브리어: אַבְרָהָם, 아랍어: إبراهيم 이브라힘[*])은 유대교, 기독교, 이슬람교를 포함한 아브라함 종교들의 공통된 히브리 민족의 족장이다. 기독교에서는 믿음의 조상으로 불리고, 유대교에서는 육신적 조상이자 믿음의 조상으로도 불린다. 이슬람교에서는 아브라함이 이슬람을 창시한 이슬람 신앙 최초 인물로 간주한다. 이 외에도 바하이교이나 드루즈교 등 아브라함 계통의 다른 종교들에서도 아브라함은 경외의 대상이다. 본래 이름은 아브람(히브리어: אַבְרָם)이었다고 전한다.
구약성경의 <창세기>에 담긴 아브라함의 생애 이야기는 주로 자손과 땅이라는 주제를 중심으로 전개된다. 그는 야훼의 부름을 받아 아버지 데라의 집을 떠나 가나안 땅에 정착하고, 야훼는 이 땅을 아브라함과 그의 자손에게 주겠다고 약속한다. 이 약속은 그의 아내 사라에게서 태어난 아들 이사악에게 계승되며, 이사악의 이복형제인 이스마엘에게도 큰 민족의 조상이 되리라는 약속이 주어진다. 아브라함은 아내 사라의 매장지를 마련하기 위해 헤브론에 있는 막벨라굴을 구입하고, 이를 통해 그 땅에 대한 권리를 확립한다. 이어지는 세대에서는 그의 상속자인 이사악이 부모의 인정을 받기 위해 아브라함의 친족 중에서 배우자를 맞이한다. 이후 아브라함은 그두라와 재혼하여 여섯 명의 아들을 더 얻지만, 죽을 때에는 사라 곁에 묻히며, 이삭이 그의 모든 유산을 물려받고 다른 아들들은 '선물'만을 받는다.
대다수 학자들은 아브라함이 살았다고 전해지는 족장 시대를 출애굽기나 판관기와 마찬가지로 특정한 역사적 시대와 직접 연결되기보다는 후기 문학적 구성물로 본다. 일반적으로 <창세기>를 포함한 토라(모세오경)는 아케메네스 왕조 시기에 저술된 것으로 본다. 바빌론 유수 시기 동안 유다 땅에 남아 있었던 유대인 지주들이 ‘아브라함의 후손’으로서 땅에 대한 권리를 주장한 것과, 출애굽 사건과 모세의 전통에 근거해 귀환한 유대인들이 제기한 반대 주장이 충돌하면서 형성된 역사적 긴장 속에서 비롯된 결과물로 해석된다.

## 이름의 의미
구약성서에 나오는 유대인의 으뜸가는 조상의 이름이다. 그 뜻은 ‘열국(列國)의 아버지(창세기 17:4~5)’이다. 원래 이름은 아브람이었는데, 야훼와 언약을 맺으며 그의 뜻을 따라 아브라함으로 개명한다.(창세기 17:5)

## 역사성
20세기 초중반에 윌리엄 F. 올브라이트 및 G. 에른스트 라이트와 같은 주요 고고학자와 알브레히트 알트및 존 브라이트와 같은 구약학자들은 "족장 시대"로 여기던 기원전 20세기(BC 2000-1900년)에 활동하던 실제 개인이거나 그 시대에 살았던 사람들의 그럴듯한 합성물이라고 믿었다. 그러나 1970년대가 되자 이스라엘의 역사와 성경 본문에 관한 새로운 주장이 이러한 견해에 도전했다. 이러한 주장은 Thomas L. Thompson의 The Historicity of the Patriarchal Narratives (1974),  및 John Van Seters의 Abraham in History and Tradition (1975)에서 찾을 수 있다. 문학 학자인 Thompson은 고고학과 고대 문서에 근거하여 주장했다. 그의 논문은 족장들이 기원전 20세기에 살았다는 설득력 있는 증거의 부족에 중점을 두었고 특정 성경 본문이 기원전 10세기 이후의 시대의 조건과 관심사를 어떻게 반영했는지 언급했다. Van Seters는 족장 이야기를 조사하고 그들의 이름, 사회적 환경 및 메시지가 철기 시대의 창조물임을 강력하게 암시한다고 주장했다. Van Seter와 Thompson의 책은 성서 연구와 고고학의 패러다임 전환이었으며, 점차 학자들로 하여금 족장 내러티브(이야기)를 더 이상 역사적으로 여기지 않게 만들었다. 일부 보수 학자들은 그 후 몇 년 동안 족장 이야기를 옹호하려고 시도했지만 학자들 사이에서 받아들여지지 않았다.
The Bible Unearthed (2001)은 고대 근동 지역의 사회와 문화에 대한 고고학적 발견을 통해 드러난 족장(Patriarch) 내러티브의 여러 시대 착오적인 점들을 지적하며, 족장 내러티브가 실제로 기원전 9-7세기에 설정되었음을 암시한다고 본다.
- 아람인이 자주 언급되지만 고대 문헌에는 기원전 1100년경까지 언급되지 않았으며 기원전 9세기 이후에야 이스라엘의 북쪽 국경을 지배하기 시작했다[17].
- 창세기 속 족장 내러티브에서 낙타를 기반으로 한 무역상들이 고무, 향유, 몰약을 나르는 것을 언급하지만, 그러한 활동은 기원전 8~7세기에야 일반화되었기 때문에 BC 10세기 이전에는 있을 것 같지는 않아 보인다[18]. 팀나 계곡의 최근 발굴에서는 이스라엘 또는 심지어 아라비아 반도 외부에서 발견된 가축화된 낙타의 가장 초기 뼈일 수 있는 것을 발견했는데, 이는 기원전 930년경으로 거슬러 올라가는 기원전 10세기의 것이다. 이는 아브라함, 이삭, 야곱, 에서, 요셉의 이야기가 이 시기 이후에 작성되었음을 보여주는 증거로 사용된다[19].

고고학자 윌리엄 G. 데버(William G. Dever)는 2001년에 다음과 같이 썼다: "한 세기에 걸친 철저한 조사 끝에 존경할 만한 모든 고고학자들은 아브라함, 이삭 또는 야곱을 '역사적 인물'로 만들 어떤 맥락도 복구할 희망을 포기했다." 21세기가 시작될 무렵 고고학자들은 아브라함, 이삭 또는 야곱이 신뢰할 수 있는 역사적 인물이 될 수 있는 맥락을 복구할 희망을 포기했다. 또한, 아브람과 아브라함이라는 이름은 셈족의 이름이고 성경 학자들이 성경의 족장들이 살았던 시대라고 믿는 시대인 중기 청동기 시대(MBA; 기원전 2000-1500년)의 바빌로니아 점토판에서 확인되기도 하지만, 이는 이후 시대에도 사용된 일반적인 셈족 이름이기 때문에 아브라함 이야기의 역사성을 증명하지는 않는다.

### 내러티브의 기원
아브라함의 이야기는 다른 족장들의 이야기와 마찬가지로 상당한 구전 역사가 있었을 가능성이 높다. 아브라함에 대한 이야기는 에스겔서 33:24와 이사야서 63:16에 언급된다. '아브라함'이라는 이름이 매우 오래된 역사를 가지고 있다는 데에는 이견이 없다. 창세기가 전하는 전승은 원래의 의미를 이해하지 못한 것으로 받아들여진다. 창세기 17:5에서는 아브라함의 어원을 "무리의 아버지"라 전하는데, 이는 민중 어원으로 본래 "아버지는 높임을 받으셨다"라는 뜻을 가지는 것으로 여겨진다. 이 전승은 구전으로 전승되던 중 토라의 일부가 되었다. 대다수의 학자들은 이 시기를 대략 기원전 520-320년의 페르시아 시대로 추정한다. 기록화의 메커니즘은 알려지지 않았지만, 현재는 두 가지 가설들이 존재한다. 첫 번째는 포로기/유수기 이후 공동체가 토라를 페르시아 제국 체제 내에서 기능할 법적 근거로 고안했다는 것이다. 두 번째는 모세오경이 포로기 이후 유대인 공동체에 속할 사람을 결정하기 위한 기준을 제공하고 다양한 그룹, 특히 사제직과 평신도 "장로"의 권력 구조와 상대적 지위를 확립하기 위해 작성되었다는 것이다.
토라의 완성과 포로 이후 유대교의 중심으로의 격상은 오래된 텍스트를 결합하는 것만큼이나 새로운 텍스트를 작성하는 것이었다. 마지막 오경은 기존 전통에 기반을 두었다.  에스겔서 33:24에서  포로 기간(즉, 기원전 6세기 전반)에 기록된 바빌론의 포로인 에스겔은 유다에 남아 있던 사람들이 아브라함으로부터 물려받은 유산을 근거로 땅의 소유권을 주장하는 방식을 이야기하고 있지만, 예언자는 그들에게 토라를 관찰하지 않기 때문에 그들이 주장할 권리가 없다고 말한다. 이사야서 63:16에서도 유사하게 유다 사람들과 바빌로니아에서 유수기를 보낸 유대인들("골라 gôlâ") 사이의 긴장을 증언하고 있으며, 하나님은 이스라엘의 아버지이며 이스라엘의 역사는 아브라함이 아닌 출애굽기에서 시작된다고 말하고 있다. 이와 유사한 증거(예: 에스라-네헤미야)에서 유추할 수 있는 결론은 아브라함의 모습이 추방 당시와 그 이후에 유다의 위대한 지주들 사이에서 두드러졌을 것이며, 귀환한 망명자들의 주장과 반대되는 그들의 땅에 대한 그들의 주장을 지지하는 역할을 했을 것이라는 것이다.

### 팔레스타인 기원 가설
아브라함에 대한 구약의 가장 오래된 기록 중 하나인 에스겔 33:23-29은 아브라함이 땅을 기업으로 얻었다고 전한다. 이는 아브라함을 언급하는 또 다른 기록인 이사야 51:1-3의 말씀을 전제로 하는 것으로 여겨지며, 에스겔 33:23-29와 이사야 51:1-3 모두 아브라함이 메소포타미아나 갈대아 우르 출신이라는 언급이 아예 없는데, 이는 가장 초기의 아브라함 전승이 메소포타미아 출신의 족장 전승 보다는 가나안 땅 출신의 토착적인(Autochthonous) 족장에 대한 전승이었음을 보여준다는 것이 이스라엘 핀켈슈타인(Israel Finkelstein)의 제안이다. 기원전 10세기 이집트의 파라오 셰숑크 1세의 부바스티스 입구의 전승 기록에서 네게브 지역의 지명 중 "아브라함의 요새"라는 지명을 언급하기에 아브라함 전승이 최소한 기원전 10세기부터 존재했었을 것으로 추정된다. 동양학자 마리오 리베라니(Mario Liverani)는 아브라함의 이름의 라함과 벳스안/벧산(Beth Shean)에서 발견된 세티 1세(기원전 1290-1279년)의 비석(c. 1289 BC)에서 언급되는 유목민족 부족인 라함(Raham) 사이의 연관성을 제안했다. 이 부족은 아마도 갈릴리의 벳스안 주변이나 가까운 지역에 살았을 것으로 추정된다 (사실 비석은 그 지역에서 일어난 싸움을 나타냅니다). 당시 반유목민이자 목가적인 셈족 부족은 자신들의 이름 앞에 바누("~의 아들들")이라는 용어를 붙였기 때문에 라함족이 스스로를 바누 라함(Banu Raham)이라고 불렀다는 가설이 있다. 더욱이, 많은 사람들은 부족 구성원들 사이의 혈연 관계를 부족 내 유대의 결과라기보다는 시조 조상(즉, 부족에 이름을 준 사람)의 공통 혈통으로 해석했다. 이 시조 신화적 조상의 이름은 부칭(접두사) Abū("아버지")와 부족의 이름으로 구성되었다. 라함의 경우에는 아부 라함(Abu Raham)이었으며 나중에 아브라함(Ab-raham, Abraham)이 되었을 것입으로 추정된다. 우르에서 하란까지의 아브라함의 여행은 유대인들이 바빌론 포로 생활에서 귀환한 이야기를 회고적으로 반영한 것으로 설명될 수 있다.

## 창세기에서 아브라함 이야기
창세기에는 아브라함과 그 자손의 이야기가 자세하게 기록되어 있다. 창세기 11장에서부터 50장까지 아브라함과 그 아들 이삭, 손자 야곱, 증손자 요셉까지의 역사를 상세하게 기록하고 있다.

### 믿음의 조상이 된 사연

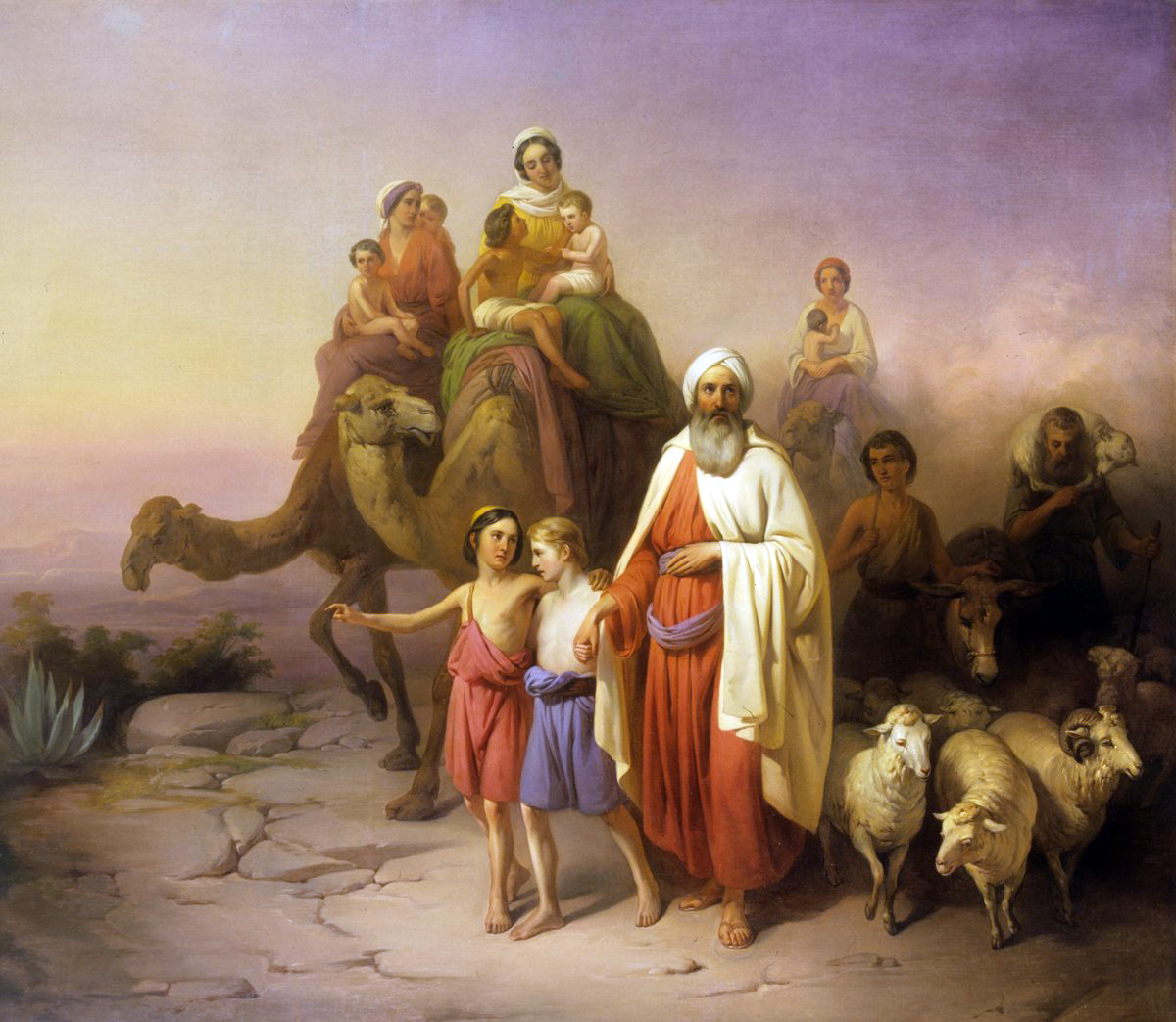
우르에서 가나안으로 가는 아브라함. 요제프 몰나르. 1850.

아브람(당시의 아브라함의 이름)은 아버지인 데라의 집인 갈대아(칼데아) 우르를 떠나 가나안으로 가게 된다. 이 시절은 부족 중심 사회였기 때문에 부족을 벗어나 다른 곳으로 이주한다는 것은 전쟁으로 인한 부족의 멸족을 가져올 수 있는 위험한 일이었다. 또한 이동한 곳에서 농지를 새로 개척해야 하는 힘든 일이었다. 이런 어려운 일을 하나님의 명령을 절대적으로 여기고 믿음대로 진행한 것이다.

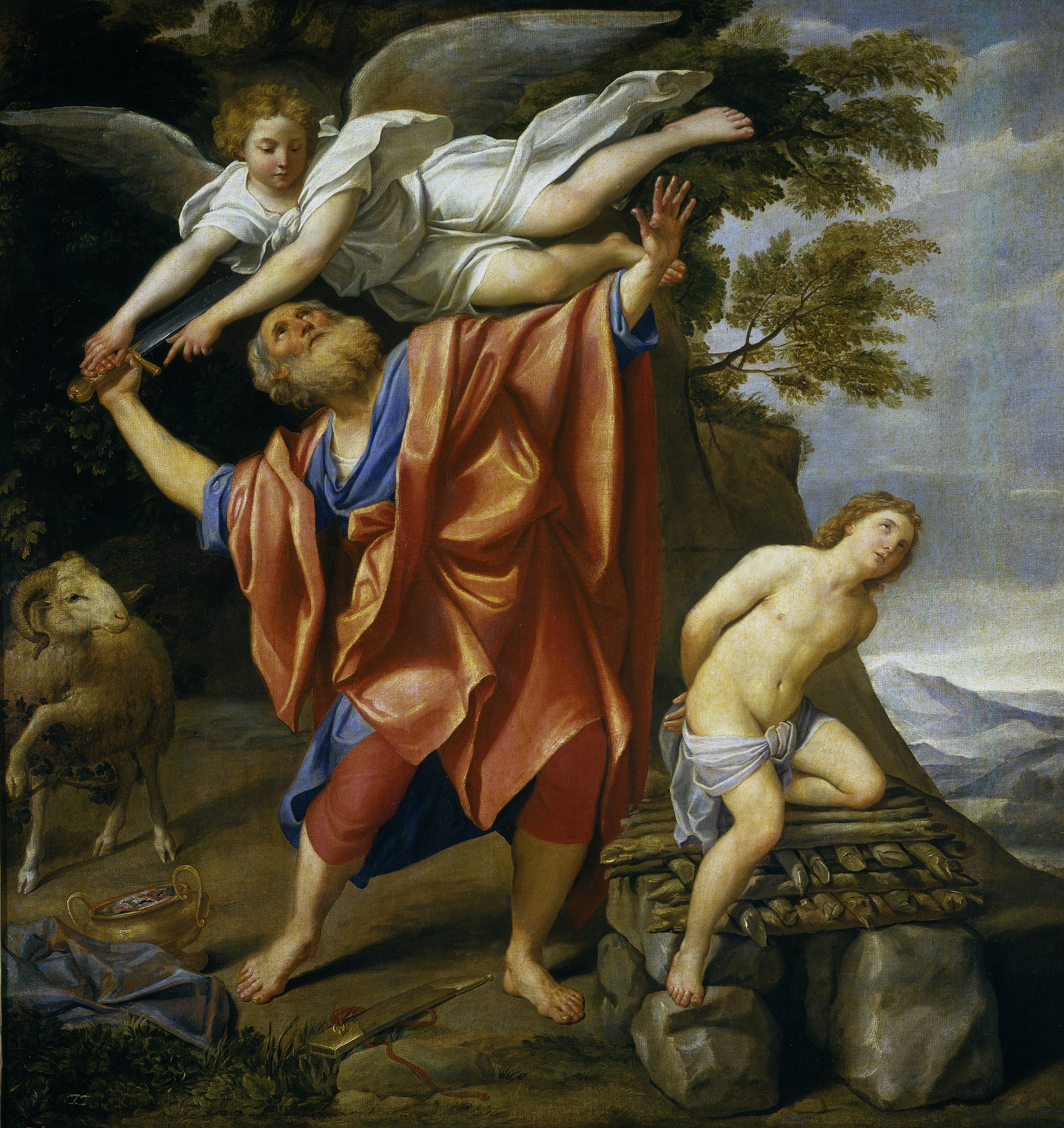
아들 이삭을 죽이려는 아브라함

100세가 된 아브라함은 하나님의 약속으로 말미암은 아들 이삭을 얻게 된다. 100세에 낳은 귀한 아들 이삭을 죽여서 제물로 하나님께 바치라는 명령을 듣고서 고민 없이 바로 하나님께 바치려고까지 하는 것을 본 하나님은 아브라함의 믿음을 만족하시고, 그로 인하여 세상 모든 민족이 복을 받을 수 있게 하셨다. 이로 인하여 성경에 믿음의 조상으로 칭함을 받게 되었다. 성경은 아브라함이 이삭의 부활을 믿었다고 기록하고 있다.(히브리서 11:17~19)

### 롯과 분가하고 하나님의 축복을 받음
재산이 풍족하고 일꾼들도 많아서 조카인 롯과 같이 살 수 없는 상태가 되어, 아브라함이 롯에게 분가를 제안하고, 원하는 땅을 가질 수 있도록 배려해 주었다. 롯은 소돔 쪽으로 이사하고, 아브라함은 가나안에 정착하게 된다. 이후에 하나님께서 아브라함에게 셀 수 없이 많은 자손의 번영에 대한 축복을 받는다.

### 잡혀간 롯의 구출과 십일조
롯이 거주하던 소돔 지역의 왕은 엘람 왕 그돌라오멜에 충성하고 있다가 반란을 일으킨다. 이에 그돌라오멜은 메소포타미아의 여러 왕들과 동맹을 결성하여 소돔과 고모라 등지를 쳐서 재물을 노획하고 사람들을 포로로 잡아갔는데, 그중에 아브라함의 조카 롯이 있었다. 아브라함은 이 소식을 듣고 사병 318명을 동원하여 롯을 구출하고, 소돔 왕의 빼앗긴 재물들도 모두 가지고 왔고, 이외 전리품들도 획득했다. 아브라함은 뺏은 소득의 10분의 1을 하나님의 제사장 멜기세덱에게 드려서 성경에서 등장하는 첫 십일조의 주인공이 되었다.

### 하나님을 손님으로 영접하여 받은 축복

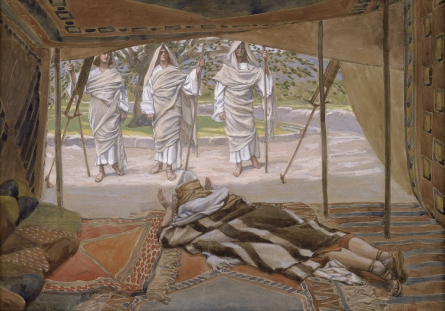
아브라함과 세 천사. 제임스 티소.

아브라함은 손님으로 하나님을 맞는 축복을 받게 된다. 주거지인 마므레 상수리 수풀 근처의 텐트 앞에 앉아 있던 아브라함은 세 명의 행인을 보게 된다. 아브라함은 그 행인들 앞에 엎드려서 꼭 쉬고 가시라고 영접한다. 나무 그늘 아래 쉴 곳을 마련하고 쉴 수 있도록 준비한 아브라함은 송아지를 잡고 떡을 만들고 발을 씻기고 대접을 잘 하였다. 그분이 바로 하나님과 천사들이었다.(창 18:1) 이후에 아브라함에게 아들을 주시겠다는 축복의 말씀을 하셨다. 이때 아브라함의 나이가 99세였고, 사라도 경수가 끊어졌고, 늙어서 자녀를 생산할 수 없는 상태였기에, 사라는 장막 뒤에서 자녀를 생산하는 기쁨을 갖지 못할 것이라고 생각하며 웃었다. 그러자 하나님께서 사라가 웃는 이유를 물어 보셨다. 사라가 웃지 않았다고 했지만, 하나님께서는 웃었다고 말씀하셨다. 하나님께서는 식사를 마치시고, 아브라함을 축복하시며 아브라함은 강대한 나라가 되고, 아브라함으로 인하여 천하 만민이 복을 받게 될 것이라고 말씀하셨다. 그 결과 이삭이 태어났다.(창 21:1~3) 이 사건을 빗대어 사도 바울은 히브리서에 "손님 대접하기를 잊지 말라 이로써 부지중에 천사들을 대접한 이들이 있었느니라"(히 13:2)라고 기록하였다.

### 아내 사라의 미모로 인해 벌어진 사건들

#### 이집트 왕에게 바쳐짐
아브라함의 아내 사라는 미모가 뛰어나서 아브라함이 위기 의식을 느꼈다. 가나안 땅에 기근이 들어 이집트에 내려갔을 때 파라오가 사라를 취하기 위해서 아브라함을 죽일 것이라 생각하여 사라를 이집트 왕에게 바치고 재물을 얻는다. 그 이후 하나님의 재앙을 받은 이집트 왕은 둘이 부부 관계인 것을 알고 사라를 아브라함에게 재물과 함께 돌려보낸다.(창 12:15~20)

#### 아비멜렉 왕에게 바쳐짐
소돔과 고모라 사건 이후 남방 그랄로 내려간 아브라함은 그랄 땅의 왕 아비멜렉에게 사라를 바친다. 아비멜렉은 하나님의 계시를 통해 아브라함과 사라가 부부인 것을 알고 사라를 아브라함에게 돌려보내고, 재물도 함께 주었다.(창 20장)

### 아브라함 상속자 선정의 문제
아브라함은 풍부한 금은(창 13:22)과 삼백이 넘는 가신(창 14:14)을 거느린 부자였다. 가문의 번영을 위해서는 올바른 상속자를 세워 재산이 흩어지지 않게 하는 것이 중요한 문제였다. 성경 속에서 하나님께서 상속자를 구체적으로 지목한 것은 아브라함의 경우가 유일하다.

#### 이스마엘 탄생 시점
아브라함은 이스마엘이 탄생하기 전, 자식이 없었을 때 가신 중의 하나인 엘리에셀을 상속자로 내정하고 있었다.(창 15:2~3) 하지만, 하나님께서는 아브라함의 아들이 상속자가 될 것을 말씀하셨다. 이후 아브라함은 사라의 몸종이었던 하갈을 통해서 이스마엘을 출산하게 된다. 아브라함의 입장에서는 이스마엘이 하나님께서 약속하신 상속자로 생각하게 되었다.(창 17:18)

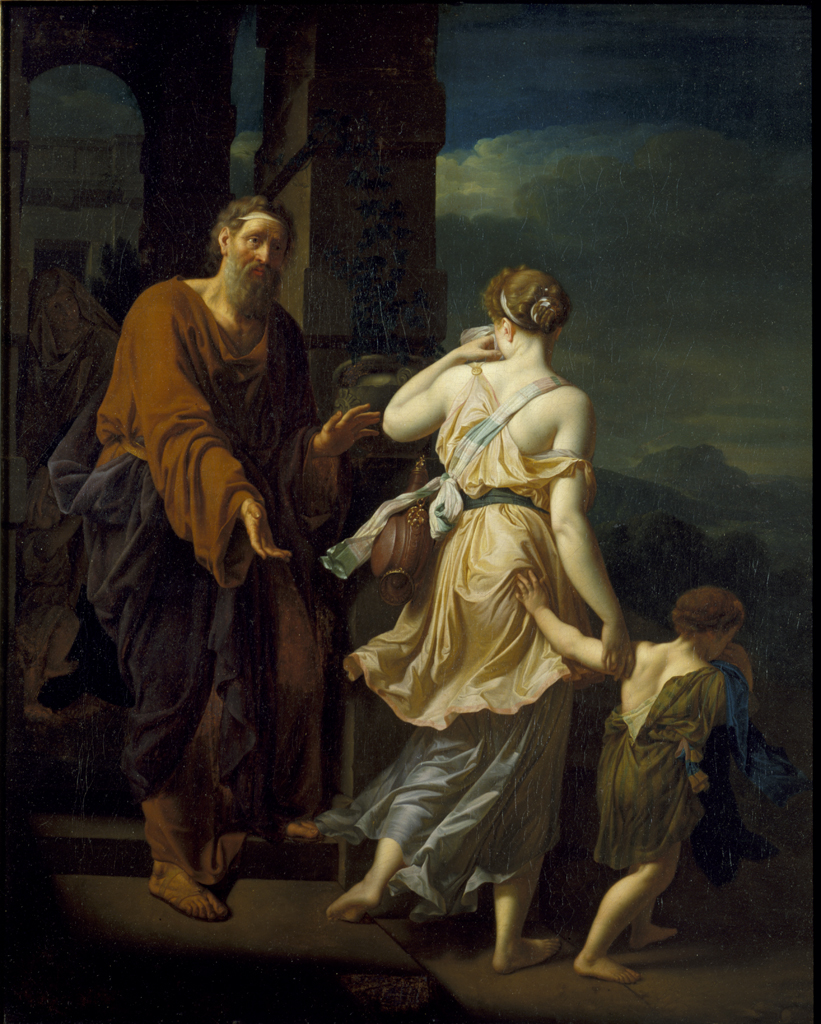
하갈과 이스마엘의 쫓겨남.

#### 이삭 탄생 시점
아브라함이 99세가 되는 시점에 하나님께서 아브라함이 본처인 사라를 통해서 자녀를 생산할 것을 약속하시고, 100세에 이삭이 탄생하게 된다.(창 21:5) 이삭이 젖 떼는 잔치를 베푸는 날에 이삭을 괴롭히던 이스마엘은 그 어미와 함께 쫓겨나게 되고, 이삭이 상속자로 완전히 굳어지게 된다.(창 21장)

## 가족 관계
노아의 10대손인 아브라함은 아버지 데라 밑에서 태어나 3명의 부인을 거느렸다. 본처인 사라, 사라의 몸종이었던 하갈, 첩으로 맞은 그두라이다. 자녀는 하갈의 소생 이스마엘, 사라의 소생 이삭을 비롯해 그두라의 소생 시므란, 욕산, 므단, 미디안, 이스박, 수아이다. 총 8명의 아들을 낳은 것으로 기록되어 있다. 첫 아들은 이스마엘이고, 둘째가 이삭이지만, 이삭이 아브라함의 후사가 되어 대부분의 재산을 물려받았다. 그 외에도 시므란, 욕산, 므단, 미디안, 이스박, 수아에게도 재산을 주어 동방에 살게 하였다고 한다.(창세기 25:5~6)

### 가계도
|      |      |      |      |      |      |      |      |          |          |          |          |               |               |               |               | 데라          |               |      |      |      |      |                                                                    |                                                                    |                                                                    |                                                                    |                                                                    |                                                                    |  |  |               |               |               |               |               |               |      |      |                 |                 |                 |                 |                 |                 |      |      |                     |                     |                     |                     |                     |                     |         |         |         |         |  |  |
|      |      |      |      |      |      |      |      |          |          |          |          |               |               |               |               |               |               |      |      |      |      |                                                                    |                                                                    |                                                                    |                                                                    |                                                                    |                                                                    |  |  |               |               |               |               |               |               |      |      |                 |                 |                 |                 |                 |                 |      |      |                     |                     |                     |                     |                     |                     |         |         |         |         |  |  |
|      |      |      |      |      |      |      |      |          |          |          |          |               |               |               |               |               |               |      |      |      |      |                                                                    |                                                                    |                                                                    |                                                                    |                                                                    |                                                                    |  |  |               |               |               |               |               |               |      |      |                 |                 |                 |                 |                 |                 |      |      |                     |                     |                     |                     |                     |                     |         |         |         |         |  |  |
| 사라 | 사라 | 사라 | 사라 | 사라 | 사라 |      |      | 아브라함 | 아브라함 | 아브라함 | 아브라함 | 아브라함      | 아브라함      |               |               | 하갈          | 하갈          | 하갈 | 하갈 | 하갈 | 하갈 |                                                                    |                                                                    |                                                                    |                                                                    |                                                                    |                                                                    |  |  |               |               |               |               |               |               |      |      |                 |                 |                 |                 | 하란            | 하란            | 하란 | 하란 | 하란                | 하란                |                     |                     |                     |                     |         |         |         |         |  |  |
| 사라 | 사라 | 사라 | 사라 | 사라 | 사라 |      |      | 아브라함 | 아브라함 | 아브라함 | 아브라함 | 아브라함      | 아브라함      |               |               | 하갈          | 하갈          | 하갈 | 하갈 | 하갈 | 하갈 |                                                                    |                                                                    |                                                                    |                                                                    |                                                                    |                                                                    |  |  |               |               |               |               |               |               |      |      |                 |                 |                 |                 | 하란            | 하란            | 하란 | 하란 | 하란                | 하란                |                     |                     |                     |                     |         |         |         |         |  |  |
|      |      |      |      |      |      |      |      |          |          |          |          |               |               |               |               |               |               |      |      |      |      |                                                                    |                                                                    | 나홀                                                               |                                                                    |                                                                    |                                                                    |  |  |               |               |               |               |               |               |      |      |                 |                 |                 |                 |                 |                 |      |      |                     |                     |                     |                     |                     |                     |         |         |         |         |  |  |
|      |      |      |      |      |      |      |      |          |          |          |          |               |               |               |               |               |               |      |      |      |      |                                                                    |                                                                    |                                                                    |                                                                    |                                                                    |                                                                    |  |  |               |               |               |               |               |               |      |      |                 |                 |                 |                 |                 |                 |      |      |                     |                     |                     |                     |                     |                     |         |         |         |         |  |  |
|      |      |      |      |      |      |      |      |          |          |          |          | 이스마엘      | 이스마엘      | 이스마엘      | 이스마엘      | 이스마엘      | 이스마엘      |      |      |      |      |                                                                    |                                                                    |                                                                    |                                                                    |                                                                    |                                                                    |  |  |               |               |               |               | 밀가          | 밀가          | 밀가 | 밀가 | 밀가            | 밀가            |                 |                 | 롯              | 롯              | 롯   | 롯   | 롯                  | 롯                  |                     |                     | 이스가              | 이스가              | 이스가  | 이스가  | 이스가  | 이스가  |  |  |
|      |      |      |      |      |      |      |      |          |          |          |          | 이스마엘      | 이스마엘      | 이스마엘      | 이스마엘      | 이스마엘      | 이스마엘      |      |      |      |      |                                                                    |                                                                    |                                                                    |                                                                    |                                                                    |                                                                    |  |  |               |               |               |               | 밀가          | 밀가          | 밀가 | 밀가 | 밀가            | 밀가            |                 |                 | 롯              | 롯              | 롯   | 롯   | 롯                  | 롯                  |                     |                     | 이스가              | 이스가              | 이스가  | 이스가  | 이스가  | 이스가  |  |  |
|      |      |      |      |      |      |      |      |          |          |          |          |               |               |               |               |               |               |      |      |      |      |                                                                    |                                                                    |                                                                    |                                                                    |                                                                    |                                                                    |  |  |               |               |               |               |               |               |      |      |                 |                 |                 |                 |                 |                 |      |      |                     |                     |                     |                     |                     |                     |         |         |         |         |  |  |
|      |      |      |      |      |      |      |      |          |          |          |          |               |               |               |               |               |               |      |      |      |      |                                                                    |                                                                    |                                                                    |                                                                    |                                                                    |                                                                    |  |  |               |               |               |               |               |               |      |      |                 |                 |                 |                 |                 |                 |      |      |                     |                     |                     |                     |                     |                     |         |         |         |         |  |  |
|      |      |      |      |      |      |      |      |          |          |          |          | 이스마엘 부족 | 이스마엘 부족 | 이스마엘 부족 | 이스마엘 부족 | 이스마엘 부족 | 이스마엘 부족 |      |      |      |      | 7 아들                                                             | 7 아들                                                             | 7 아들                                                             | 7 아들                                                             | 7 아들                                                             | 7 아들                                                             |  |  | 브두엘        | 브두엘        | 브두엘        | 브두엘        | 브두엘        | 브두엘        |      |      | 첫째 딸         | 첫째 딸         | 첫째 딸         | 첫째 딸         | 첫째 딸         | 첫째 딸         |      |      |                     |                     |                     |                     | 둘째 딸             | 둘째 딸             | 둘째 딸 | 둘째 딸 | 둘째 딸 | 둘째 딸 |  |  |
|      |      |      |      |      |      |      |      |          |          |          |          | 이스마엘 부족 | 이스마엘 부족 | 이스마엘 부족 | 이스마엘 부족 | 이스마엘 부족 | 이스마엘 부족 |      |      |      |      | 7 아들                                                             | 7 아들                                                             | 7 아들                                                             | 7 아들                                                             | 7 아들                                                             | 7 아들                                                             |  |  | 브두엘        | 브두엘        | 브두엘        | 브두엘        | 브두엘        | 브두엘        |      |      | 첫째 딸         | 첫째 딸         | 첫째 딸         | 첫째 딸         | 첫째 딸         | 첫째 딸         |      |      |                     |                     |                     |                     | 둘째 딸             | 둘째 딸             | 둘째 딸 | 둘째 딸 | 둘째 딸 | 둘째 딸 |  |  |
|      |      |      |      |      |      |      |      |          |          |          |          |               |               |               |               |               |               |      |      |      |      |                                                                    |                                                                    |                                                                    |                                                                    |                                                                    |                                                                    |  |  |               |               |               |               |               |               |      |      |                 |                 |                 |                 |                 |                 |      |      |                     |                     |                     |                     |                     |                     |         |         |         |         |  |  |
|      |      |      |      |      |      |      |      |          |          |          |          |               |               |               |               |               |               |      |      |      |      |                                                                    |                                                                    |                                                                    |                                                                    |                                                                    |                                                                    |  |  |               |               |               |               |               |               |      |      |                 |                 |                 |                 |                 |                 |      |      |                     |                     |                     |                     |                     |                     |         |         |         |         |  |  |
|      |      | 이삭 | 이삭 | 이삭 | 이삭 | 이삭 | 이삭 |          |          | 리브가   | 리브가   | 리브가        | 리브가        | 리브가        | 리브가        |               |               |      |      |      |      |                                                                    |                                                                    |                                                                    |                                                                    |                                                                    |                                                                    |  |  |               |               | 라반          | 라반          | 라반          | 라반          | 라반 | 라반 |                 |                 | 모압            | 모압            | 모압            | 모압            | 모압 | 모압 |                     |                     | 암몬인              | 암몬인              | 암몬인              | 암몬인              | 암몬인  | 암몬인  |         |         |  |  |
|      |      | 이삭 | 이삭 | 이삭 | 이삭 | 이삭 | 이삭 |          |          | 리브가   | 리브가   | 리브가        | 리브가        | 리브가        | 리브가        |               |               |      |      |      |      |                                                                    |                                                                    |                                                                    |                                                                    |                                                                    |                                                                    |  |  |               |               | 라반          | 라반          | 라반          | 라반          | 라반 | 라반 |                 |                 | 모압            | 모압            | 모압            | 모압            | 모압 | 모압 |                     |                     | 암몬인              | 암몬인              | 암몬인              | 암몬인              | 암몬인  | 암몬인  |         |         |  |  |
|      |      |      |      |      |      |      |      |          |          |          |          |               |               |               |               |               |               |      |      |      |      |                                                                    |                                                                    |                                                                    |                                                                    |                                                                    |                                                                    |  |  |               |               |               |               |               |               |      |      |                 |                 |                 |                 |                 |                 |      |      |                     |                     |                     |                     |                     |                     |         |         |         |         |  |  |
|      |      |      |      |      |      |      |      |          |          |          |          |               |               |               |               |               |               |      |      |      |      |                                                                    |                                                                    |                                                                    |                                                                    |                                                                    |                                                                    |  |  |               |               |               |               |               |               |      |      |                 |                 |                 |                 |                 |                 |      |      |                     |                     |                     |                     |                     |                     |         |         |         |         |  |  |
|      |      | 에서 | 에서 | 에서 | 에서 | 에서 | 에서 |          |          | 야곱     | 야곱     | 야곱          | 야곱          | 야곱          | 야곱          |               |               |      |      |      |      |                                                                    |                                                                    |                                                                    |                                                                    |                                                                    |                                                                    |  |  |               |               |               |               |               |               |      |      |                 |                 |                 |                 |                 |                 |      |      |                     |                     |                     |                     | 라헬                | 라헬                | 라헬    | 라헬    | 라헬    | 라헬    |  |  |
|      |      | 에서 | 에서 | 에서 | 에서 | 에서 | 에서 |          |          | 야곱     | 야곱     | 야곱          | 야곱          | 야곱          | 야곱          |               |               |      |      |      |      |                                                                    |                                                                    |                                                                    |                                                                    |                                                                    |                                                                    |  |  |               |               |               |               |               |               |      |      |                 |                 |                 |                 |                 |                 |      |      |                     |                     |                     |                     | 라헬                | 라헬                | 라헬    | 라헬    | 라헬    | 라헬    |  |  |
|      |      |      |      |      |      |      |      |          |          |          |          |               |               |               |               |               |               |      |      |      |      |                                                                    |                                                                    |                                                                    |                                                                    |                                                                    |                                                                    |  |  |               |               |               |               |               |               |      |      |                 |                 |                 |                 | 빌하            |                 |      |      |                     |                     |                     |                     |                     |                     |         |         |         |         |  |  |
|      |      |      |      |      |      |      |      |          |          |          |          |               |               |               |               |               |               |      |      |      |      |                                                                    |                                                                    |                                                                    |                                                                    |                                                                    |                                                                    |  |  |               |               |               |               |               |               |      |      |                 |                 |                 |                 |                 |                 |      |      |                     |                     |                     |                     |                     |                     |         |         |         |         |  |  |
|      |      | 에돔 | 에돔 | 에돔 | 에돔 | 에돔 | 에돔 |          |          |          |          |               |               |               |               |               |               |      |      |      |      |                                                                    |                                                                    |                                                                    |                                                                    |                                                                    |                                                                    |  |  |               |               |               |               | 실바          | 실바          | 실바 | 실바 | 실바            | 실바            |                 |                 |                 |                 |      |      |                     |                     |                     |                     |                     |                     |         |         |         |         |  |  |
|      |      |      | 에돔 | 에돔 | 에돔 | 에돔 | 에돔 |          |          |          |          |               |               |               |               |               |               |      |      |      |      |                                                                    |                                                                    |                                                                    |                                                                    |                                                                    |                                                                    |  |  |               |               |               |               | 실바          | 실바          | 실바 | 실바 | 실바            | 실바            |                 |                 |                 |                 |      |      |                     |                     |                     |                     |                     |                     |         |         |         |         |  |  |
|      |      |      |      |      |      |      |      |          |          |          |          |               |               |               |               |               |               |      |      |      |      |                                                                    |                                                                    |                                                                    |                                                                    | 레아                                                               |                                                                    |  |  |               |               |               |               |               |               |      |      |                 |                 |                 |                 |                 |                 |      |      |                     |                     |                     |                     |                     |                     |         |         |         |         |  |  |
|      |      |      |      |      |      |      |      |          |          |          |          |               |               |               |               |               |               |      |      |      |      |                                                                    |                                                                    |                                                                    |                                                                    |                                                                    |                                                                    |  |  |               |               |               |               |               |               |      |      |                 |                 |                 |                 |                 |                 |      |      |                     |                     |                     |                     |                     |                     |         |         |         |         |  |  |
|      |      |      |      |      |      |      |      |          |          |          |          |               |               |               |               |               |               |      |      |      |      |                                                                    |                                                                    |                                                                    |                                                                    |                                                                    |                                                                    |  |  |               |               |               |               |               |               |      |      |                 |                 |                 |                 |                 |                 |      |      |                     |                     |                     |                     |                     |                     |         |         |         |         |  |  |
|      |      |      |      |      |      |      |      |          |          |          |          |               |               |               |               |               |               |      |      |      |      | 1. 르우벤 2. 시므온 3. 레위 4. 유다 9. 잇사갈 10. 스불론 디나 (딸) | 1. 르우벤 2. 시므온 3. 레위 4. 유다 9. 잇사갈 10. 스불론 디나 (딸) | 1. 르우벤 2. 시므온 3. 레위 4. 유다 9. 잇사갈 10. 스불론 디나 (딸) | 1. 르우벤 2. 시므온 3. 레위 4. 유다 9. 잇사갈 10. 스불론 디나 (딸) | 1. 르우벤 2. 시므온 3. 레위 4. 유다 9. 잇사갈 10. 스불론 디나 (딸) | 1. 르우벤 2. 시므온 3. 레위 4. 유다 9. 잇사갈 10. 스불론 디나 (딸) |  |  | 7. 갓 8. 아셀 | 7. 갓 8. 아셀 | 7. 갓 8. 아셀 | 7. 갓 8. 아셀 | 7. 갓 8. 아셀 | 7. 갓 8. 아셀 |      |      | 5. 단 6. 납달리 | 5. 단 6. 납달리 | 5. 단 6. 납달리 | 5. 단 6. 납달리 | 5. 단 6. 납달리 | 5. 단 6. 납달리 |      |      | 12. 요셉 13. 베냐민 | 12. 요셉 13. 베냐민 | 12. 요셉 13. 베냐민 | 12. 요셉 13. 베냐민 | 12. 요셉 13. 베냐민 | 12. 요셉 13. 베냐민 |         |         |         |         |  |  |

## 신약의 기록
신약성경에도 아브라함이 74회나 언급될 만큼 아브라함은 그리스도교에서도 중요한 인물에 속한다.

### 하나님을 표상하는 인물 아브라함
누가복음 16장의 부자와 나사로의 비유를 보면, 부자가 "아버지 아브라함이여..."라고 한 대목을 통해 아브라함은 하나님을 표상한다는 것을 알 수 있다

### 영적인 아브라함의 자손이 구원받는 백성들로 표상됨
너희가 다 믿음으로 말미암아 그리스도 예수 안에서 하나님의 아들이 되었으니 누구든지 그리스도와 합하여 세례를 받은 자는 그리스도로 옷 입었느니라 너희는 유대인이나 헬라인이나 종이나 자주자나 남자나 여자 없이 다 그리스도 예수 안에서 하나이니라 너희가 그리스도께 속한 자면 곧 아브라함의 자손이요 약속대로 유업을 이을 자니라— 갈라디아서 3:26~29

 육신적인 아브라함의 자손이 아브라함의 자손이 아니고, 그리스도께 속한 자가 아브라함의 자손이라는 의미다. 구약성경에서 아브라함의 자손이 유업을 받고 복을 받은 것처럼, 그리스도께 속한 자들이 모두 구원받을 것을 말한다.

### 그리스도교 구원의 요건인 믿음의 표본
그리스도교는 믿음으로 말미암아 구원받는 종교이다. 믿음의 표본인 아브라함의 믿음과 그로 인한 그 행위는 구원 받을 수 있는 믿음의 잣대가 된다.
- 그러므로 믿음으로 말미암은 자는 믿음이 있는 아브라함과 함께 복을 받느니라 - 갈라디아서 3:9
- ... 예수께서 가라사대 너희가 아브라함의 자손이면 아브라함의 행사를 할 것이어늘 - 요한복음 8:39
- 우리 조상 아브라함이 그 아들 이삭을 제단에 드릴 때에 행함으로 의롭다 하심을 받은 것이 아니냐 - 야고보서 2:21

## 각 종교에서의 아브라함

### 유대교
유대교에서 아브라함은 "아브라함 아비누"(אברהם אבינו - 우리의 조상 아브라함)이라고 불리며, 생물학적인 조상인 동시에 유대교의 조상으로 인정된다.
하나님과 이름을 같이 나열할 수 있는 세 명(아브라함, 이삭, 야곱) 중에 한 명으로 하나님과 무척 깊은 관계에 있는 인물이다.

### 이슬람교
이슬람에서 아브라함은 '이브라힘'으로 불린다. 아브라함은 아담으로부터 시작하여 무함마드로 끝나는 선지자 계열에 중요한 연결자로 인식한다. 꾸란(코란)에 등장하는 인물 중 모세를 제외하고는 가장 높은 빈도를 기록하고 있다.

### 그리스도교
그리스도교에서 아브라함은 하나님을 표상하고, 아브라함의 자손은 구원받는 하나님의 백성을 뜻한다.

## 같이 보기
- 아브라함 가족의 집(en:Abrahamic Family House) - 2023년에 UAE 아부다비에 건립됨
- 창세기
- 창조주의
- 이삭
- 야곱